# Stopplaats Vroenhof
Stopplaats Vroenhof is een voormalige halte aan de spoorlijn Aken - Maastricht, gelegen te Houthem. De halte werd geopend in 1890 en gesloten op 15 mei 1936. Vroenhof is een voormalige kern van Houthem, die in het westen van dit dorp ligt.
Een vroegere naam van deze halte is Stopplaats Houthem. Het huidige Station Houthem-Sint Gerlach heette destijds Station St. Gerlach. Toen het station zijn huidige naam kreeg, werd de halte stopplaats Vroenhof genoemd.
De halte lag in de bocht van de huidige Stevensweg (toen nog een T-splitsing) bij kilometerpaal 29.
Beek-Elsloo ·
Blerick · 
Bunde · 
Chevremont · 
Echt ·
Eijsden ·
Eygelshoven ·
-Markt · 
Geleen:
-Lutterade · 
-Oost · 
Heerlen ·
-Woonboulevard ·
Hoensbroek · 
Horst-Sevenum · 
Houthem-Sint Gerlach · 
Kerkrade Centrum ·
Klimmen-Ransdaal · 
Landgraaf · 
Maastricht ·
-Noord · 
-Randwyck · 
Meerssen ·
Mook-Molenhoek ·
Nuth · 
Reuver · 
Roermond ·
Schin op Geul · 
Schinnen · 
Sittard · 
Spaubeek · 
Susteren · 
Swalmen · 
Tegelen · 
Valkenburg · 
Venlo · 
Venray ·
Voerendaal · 
Weert
Voormalige stations: zie de lijst van voormalige spoorwegstations in Limburg (Nederland)
Richterich ·
Vetschau ·
9: Bocholtz ·
13: Simpelveld ·
Over-Eijs ·
16: Eys-Wittem ·
19: Wijlre-Gulpen ·
22: Schin op Geul ·
Oud Valkenburg ·
25: Valkenburg ·
28: Houthem-Sint Gerlach ·
Vroenhof ·
31: Meerssen ·
Rothem ·
Vaeshartelt ·
Mariënwaard ·
34: Maastricht Noord ·
Limmel ·
37: Maastricht